# Reinhold von Anrep

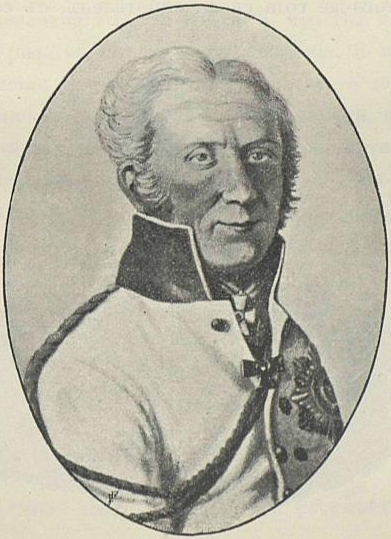
Reinhold von Anrep

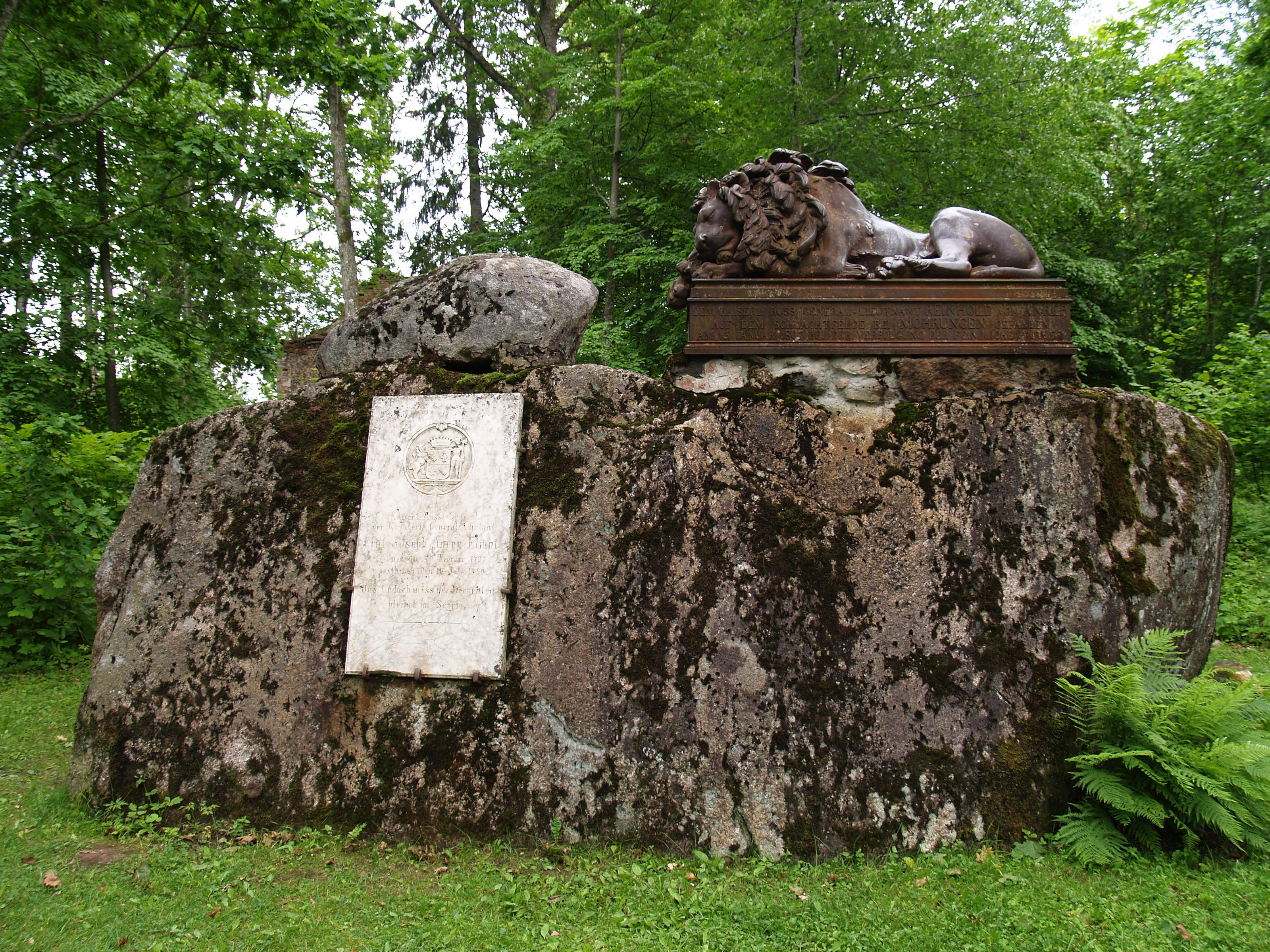
Schlafender Löwe, Denkmal für Generalleutnant Reinhold von Anrep, 1844 errichtet von seinem Sohn General Joseph von Anrep

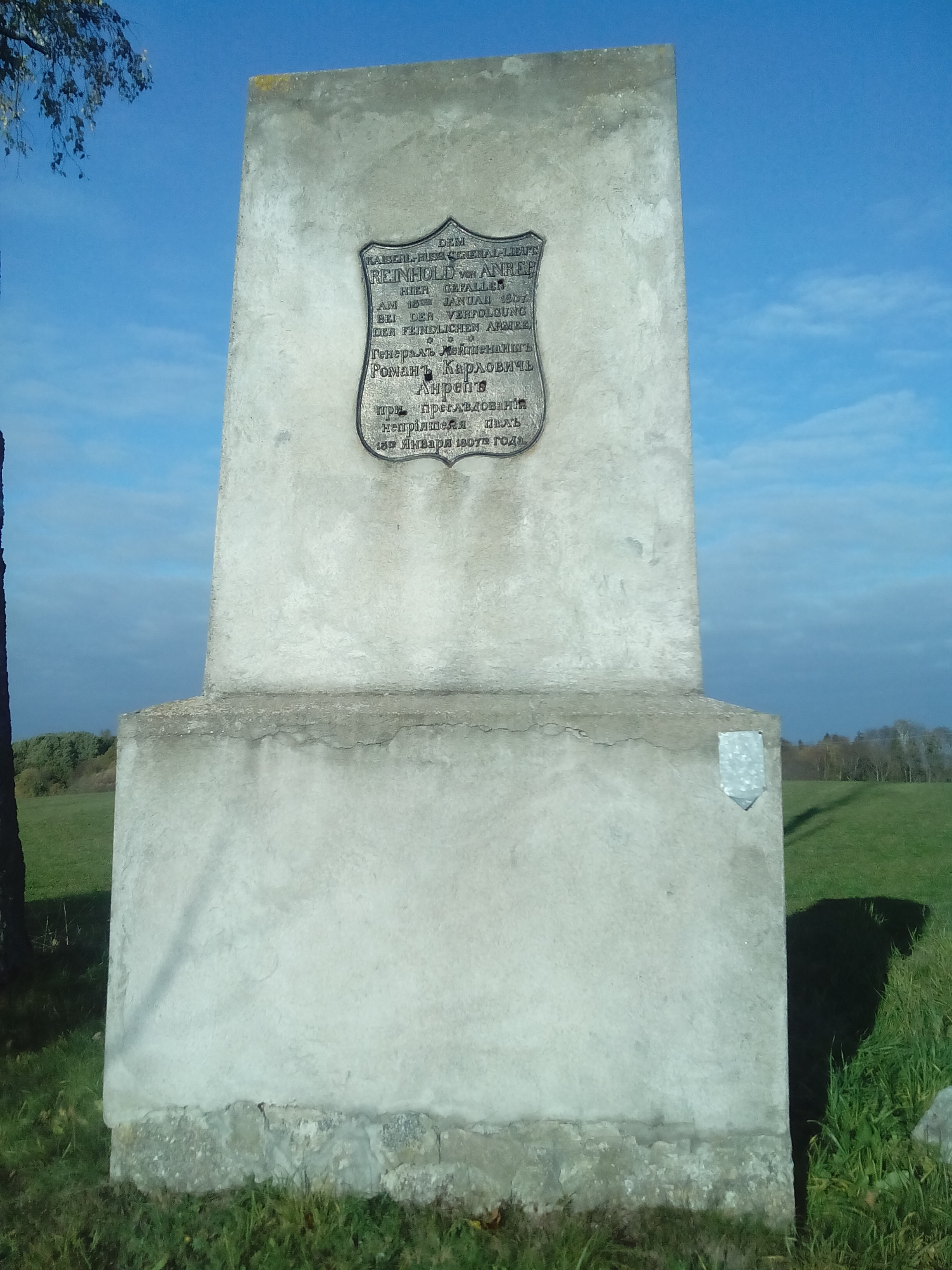
Obelisk am Ort der Schlacht bei Mohrungen zum Gedenken an Generalleutnant Reinhold von Anrep

Heinrich Reinhold von Anrep (russisch Роман Карлович Анреп; * 22. Augustjul. / 2. September 1760greg. in Kerstenhof; † 1. Januarjul. / 13. Januar 1807greg. bei Mohrungen) war ein russischer Generalleutnant.

## Leben

### Herkunft und Familie
Reinhold von Anrep entstammte dem deutsch-baltischen Adelsgeschlecht Anrep. Seine Eltern waren Karl Gustav von Anrep († 1796), der kaiserlich russische Hauptmann und Erbherr auf den livländischen Gütern Lauenhof, Kerstenshof und Arras, und Margarethe Elisabeth, geborene Baroness Igelström aus dem Hause Selsau (1735–1808).
Reinhold von Anrep vermählte sich 1786 mit Caroline von Anrep aus dem Hause Tecknal. Aus der Ehe gingen fünf Kinder hervor:
- Roman († 1830), russischer Generalmajor und Flügeladjutant des Kaisers
- Sophie († 1820), ⚭ 1814  Georg Gotthard von Stackelberg († 1844)
- Joseph (1796–1860), russischer Generalleutnant und Generaladjutant
- Marie (1787–1839), ⚭ 1817 Johann von Lieven (1775–1848), russischer Generalleutnant
- Dorothea (* 1798), ⚭ 1819 Friedrich Johann von Löwenwolde (1776–1832), livländischer Landmarschall

### Werdegang
Reinhold von Anrep besuchte von 1777 bis 1781 die Pagenschule in St. Petersburg und war 1780 als Kammerpage mit Katharina der Großen in Mogilew. Hiernach bestritt er eine Laufbahn in der Kaiserlich Russischen Armee. So war er 1781 Garde-Leutnant und 1788 als Oberstleutnant im Krieg gegen Schweden. Im Jahr 1789 avancierte er zum Oberst und wurde Kommandeur des Pleskauer Dragonerregiments. Für die Abwehr der schwedischen Belagerung von Nyslott erhielt er 1790 den St. Georgsorden IV. Klasse. 1795 war er während der Kościuszko-Aufstandes der Kommandeur des bei der Niederschlagung des Aufstandes eingesetzten Ukrainischen Leichten Reiterregiments. Dafür, dass er als Brigadier die Stadt Ostrolenka, in der im Vorjahr der Aufstand ausgelöst worden war, wieder „botmäßig“ gemacht hatte, wurde er mit dem St. Georgsorden III. Klasse ausgezeichnet.
Im Jahr 1804 diente Anrep bei der Mittelmeerflotte und auf den Ionischen Inseln, nahm 1805 an der Schlacht bei Austerlitz teil. Von 1806 bis 1807 war er als Generalleutnant Kommandeur der 14. Infanterie-Division. Seit 1804 war er ebenfalls Inhaber des St. Wladimirordens II. Klasse. Am 13. Januar 1807 wurde er mit seinen Truppen dem von Bernadotte bedrängten General Markow zu Hilfe gesandt. Er fiel während der Schlacht bei Mohrungen und wurde auf der Straße zwischen Heilsberg und Launau zusammen mit den russischen Offizieren S. A. Koschin und A. K. Sedmoratzki beigesetzt.
Anrep war in Livland von 1801 bis 1804 Pfandbesitzer von Puderküll, weiterhin Besitzer von Kerstenshof, Murrikatz und Willust. Von 1798 bis 1805 war er livländischer Landrat und bereits 1803 Glied des „Komitees zur Untersuchung der livländische Angelegenheiten“ in St. Petersburg.